# هوبره شکم‌سفید
هوبره شکم‌سفید (نام علمی: Eupodotis senegalensis) نام یک گونه از سرده هوبره‌های ساوانا است.